# René Laennec
Den franske overlæge René-Théophile-Marie-Hyacinthe Laennec (født 17. februar 1781, død 13. august 1826) opfandt i 1819 stetoskopet. Hans opdagelse skete egentlig en smule tilfældigt, da han var i færd med at undersøge en ung kvinde med brystsmerter. Laennec blev let flov, så han ville helst ikke lægge sit øre mod hendes bryst. Men så kom han i tanke om noget, han havde erfaret sig som ung. Han havde opdaget, at lyde bevæger sig gennem faste genstande. Han greb 24 stykker papir, som han rullede sammen. Derefter placerede han den ene ende af det sammenrullede papir på kvindens bryst og så satte han øret til den anden ende. Til hans store fortrøstning opdagede han, at lydene ikke kun blev overført via papiret, men også blev forstærket.

- Wikimedia Commons har flere filer relateret til René Laennec

1. ↑  Navnet er anført på engelsk og stammer fra Wikidata hvor navnet endnu ikke findes på dansk.